# Gran Premio degli Stati Uniti d'America 2002
Il Gran Premio degli Stati Uniti 2002 è stato un Gran Premio di Formula 1 disputato il 29 settembre 2002 in un circuito ricavato all'interno dell'ovale di Indianapolis. La gara fu vinta da Rubens Barrichello con appena undici millesimi di vantaggio sul compagno di squadra Michael Schumacher. Il pilota brasiliano aveva sopravanzato il compagno di squadra pochi metri prima della linea del traguardo, dopo che questi aveva condotto la gara dal primo giro. Si trattò probabilmente del distacco minimo tra primo e secondo classificato nella storia della Formula 1; l'incertezza deriva dal fatto che nel Gran Premio d'Italia 1971, vinto da Peter Gethin con appena 0"01 di vantaggio su Ronnie Peterson, i distacchi erano arrotondati al centesimo di secondo.

## Vigilia

### Aspetti sportivi
La Sauber sostituì, solo per questa gara, Felipe Massa con Heinz-Harald Frentzen, già sotto contratto con la scuderia svizzera per la stagione successiva. Il pilota brasiliano avrebbe dovuto subire l'arretramento di dieci posizioni sulla griglia di partenza per una scorrettezza commessa ai danni di Pedro de la Rosa nel corso del Gran Premio d'Italia.

### Aspetti tecnici
Con i campionati già largamente decisi, praticamente tutte le scuderie si concentrarono pienamente sulle vetture che avrebbero corso l'anno successivo, portando in pista nuove soluzioni destinate a essere impiegate nel 2003. In particolare, la McLaren introdusse una nuova sospensione anteriore, già utilizzata per parecchi mesi in test privati e caratterizzata dall'avere il puntone collegato direttamente al portamozzo invece che al triangolo inferiore, soluzione impiegata dalla Ferrari già da diverse stagioni. La BAR portò in gara delle nuove pinze dei freni costruite dalla Brembo e parecchio alleggerite rispetto al modello standard, mentre la Honda fornì alla scuderia anglo-americana e alla Jordan una versione evoluta del motore per le qualifiche.
Infine, la Toyota introdusse una nuova configurazione aerodinamica all'anteriore, simile a quella di Williams e Jordan e caratterizzata da profili aerodinamici di dimensioni più contenute rispetto ai precedenti dietro alle ruote anteriori e da due appendici aerodinamiche parallele al fondo davanti all'ingresso delle fiancate. In gara, però, le vetture nipponiche tornarono ad adottare la soluzione abituale.

## Prove libere

### Risultati
Nella prima sessione di prove di venerdì i risultati furono i seguenti:
| Pos | No | Pilota               | Costruttore    | Tempo    |
| --- | -- | -------------------- | -------------- | -------- |
| 1   | 1  | Michael Schumacher   | Ferrari        | 1'15"188 |
| 2   | 9  | Giancarlo Fisichella | Jordan - Honda | 1'15"493 |
| 3   | 25 | Allan McNish         | Toyota         | 1'15"561 |

Nella seconda sessione di prove di venerdì i risultati furono i seguenti:
| Pos | No | Pilota             | Costruttore        | Tempo    |
| --- | -- | ------------------ | ------------------ | -------- |
| 1   | 1  | Michael Schumacher | Ferrari            | 1'13"458 |
| 2   | 16 | Eddie Irvine       | Jaguar - Ford      | 1'14"123 |
| 3   | 3  | David Coulthard    | McLaren - Mercedes | 1'14"919 |

Nella sessione di prove di sabato mattina i risultati furono i seguenti:
| Pos | No | Pilota             | Costruttore   | Tempo    |
| --- | -- | ------------------ | ------------- | -------- |
| 1   | 1  | Michael Schumacher | Ferrari       | 1'11"158 |
| 2   | 2  | Rubens Barrichello | Ferrari       | 1'11"394 |
| 3   | 16 | Eddie Irvine       | Jaguar - Ford | 1'11"688 |

## Qualifiche

### Resoconto
La Ferrari si mostrò nettamente più competitiva degli avversari nelle qualifiche, con Michael Schumacher e Barrichello che risultarono i più veloci in tutti i settori della pista e occuparono la prima fila. Al terzo posto si inserì Coulthard, che precedette Montoya di appena un millesimo. Il colombiano, pur facendo segnare intertempi migliori del rivale, non riuscì ad avvicinarsi al proprio giro ideale, peggiorandolo di oltre tre decimi. Ralf Schumacher e Räikkönen occuparono la terza fila, davanti a Villeneuve, Trulli, Fisichella e Heidfeld.

### Risultati
| Pos | No | Pilota                | Costruttore        | Pneumatici | Tempo    | Distacco |
| --- | -- | --------------------- | ------------------ | ---------- | -------- | -------- |
| 1   | 1  | Michael Schumacher    | Ferrari            | B          | 1'10"790 |          |
| 2   | 2  | Rubens Barrichello    | Ferrari            | B          | 1'11"058 | +0"268   |
| 3   | 3  | David Coulthard       | McLaren - Mercedes | M          | 1'11"413 | +0"623   |
| 4   | 6  | Juan Pablo Montoya    | Williams - BMW     | M          | 1'11"414 | +0"624   |
| 5   | 5  | Ralf Schumacher       | Williams - BMW     | M          | 1'11"587 | +0"797   |
| 6   | 4  | Kimi Räikkönen        | McLaren - Mercedes | M          | 1'11"633 | +0"843   |
| 7   | 11 | Jacques Villeneuve    | BAR - Honda        | B          | 1'11"738 | +0"948   |
| 8   | 14 | Jarno Trulli          | Renault            | M          | 1'11"888 | +1"098   |
| 9   | 9  | Giancarlo Fisichella  | Jordan - Honda     | B          | 1'11"902 | +1"112   |
| 10  | 7  | Nick Heidfeld         | Sauber - Petronas  | B          | 1'11"953 | +1"163   |
| 11  | 8  | Heinz-Harald Frentzen | Sauber - Petronas  | B          | 1'12"083 | +1"293   |
| 12  | 12 | Olivier Panis         | BAR - Honda        | B          | 1'12"161 | +1"371   |
| 13  | 16 | Eddie Irvine          | Jaguar - Ford      | M          | 1:12"282 | +1"492   |
| 14  | 15 | Jenson Button         | Renault            | M          | 1:12"401 | +1"611   |
| 15  | 10 | Takuma Satō           | Jordan - Honda     | B          | 1:12"647 | +1"857   |
| 16  | 25 | Allan McNish          | Toyota             | M          | 1:12"723 | +1"933   |
| 17  | 17 | Pedro de la Rosa      | Jaguar - Ford      | M          | 1'12"739 | +1"949   |
| 18  | 23 | Mark Webber           | Minardi - Asiatech | M          | 1'13"128 | +2"338   |
| 19  | 24 | Mika Salo             | Toyota             | M          | 1'13"213 | +2"423   |
| 20  | 22 | Alex Yoong            | Minardi - Asiatech | M          | 1'13"809 | +3"019   |

## Warm up
Nel warm up di domenica mattina i migliori tempi furono i seguenti:
| Pos | No | Pilota             | Costruttore | Tempo    |
| --- | -- | ------------------ | ----------- | -------- |
| 1   | 1  | Michael Schumacher | Ferrari     | 1'13"183 |
| 2   | 2  | Rubens Barrichello | Ferrari     | 1'13"321 |
| 3   | 12 | Olivier Panis      | BAR - Honda | 1'13"471 |

## Gara

### Resoconto
Al via non si verificano incidenti e alla fine del primo passaggio Michael Schumacher conduceva la gara davanti a Barrichello, Coulthard, Ralf Schumacher, Montoya, Trulli e Räikkönen. All'inizio del secondo giro Montoya affiancò il compagno di squadra all'esterno della prima curva: Ralf Schumacher cercò di resistere all'interno, ma perse il controllo della vettura sul cordolo e finì per scontrarsi con il colombiano. Montoya scivolò al settimo posto, mentre Ralf Schumacher fu costretto ai box con l'alettone posteriore divelto. I due ferraristi staccarono rapidamente il gruppo, mentre alle loro spalle Coulthard e Trulli mantennero la terza e la quarta posizione.
Räikkönen, rallentato da un problema al motore, che funzionava con soli nove cilindri per via di un guasto ad una candela, fu sopravanzato da Villeneuve nel corso del dodicesimo passaggio, perdendo poi anche la sesta posizione a vantaggio di Montoya quattro tornate più tardi. Il finlandese continuò la sua gara fino al 50º giro, quando il motore cedette definitivamente. La gara fu ravvivata solo dalle differenti strategie scelte dai piloti: i ferraristi e Villeneuve effettuarono due pit stop, mentre Coulthard, Trulli e Montoya si fermarono ai box una sola volta.
Schumacher e Barrichello rifornirono rispettivamente al 27º ed al 28º passaggio, mantenendo le prime posizioni anche dopo la sosta ai box. Coulthard ritardò il pit stop addirittura fino al 42º passaggio, conservando la terza posizione. Alle sue spalle Montoya approfittò delle soste ai box per sorpassare Trulli e Villeneuve. Il pilota canadese superò l'abruzzese in pista nel corso del 34º giro, ma perse nuovamente la posizione a vantaggio del rivale quando si fermò per la seconda volta ai box.
Negli ultimi giri Schumacher e Barrichello rallentarono notevolmente, preparando un arrivo in parata: sulla linea del traguardo, però, Barrichello superò il compagno di squadra, vincendo per appena undici millesimi di secondo. Inizialmente sembrò che Schumacher avesse confuso la linea del traguardo con quella di partenza, posta più indietro, rallentando più del dovuto: a fine gara, però, il pilota tedesco dichiarò di aver deciso autonomamente di lasciar passare il compagno di squadra, per ripagarlo del gesto compiuto nel Gran Premio d'Austria, quando Barrichello gli aveva ceduto la vittoria sul traguardo dopo aver ricevuto un controverso ordine di squadra. Questo episodio scatenò comunque diverse polemiche nel dopogara.

### Risultati
| Pos      | No | Pilota                | Costruttore        | Pneumatici | Giri | Tempo/Ritiro e posizione al ritiro | Partenza | Punti |
| -------- | -- | --------------------- | ------------------ | ---------- | ---- | ---------------------------------- | -------- | ----- |
| 1        | 2  | Rubens Barrichello    | Ferrari            | B          | 73   | 1h31'07"934                        | 2        | 10    |
| 2        | 1  | Michael Schumacher    | Ferrari            | B          | 73   | +0"011                             | 1        | 6     |
| 3        | 3  | David Coulthard       | McLaren - Mercedes | M          | 73   | +7"799                             | 3        | 4     |
| 4        | 6  | Juan Pablo Montoya    | Williams - BMW     | M          | 73   | +9"911                             | 4        | 3     |
| 5        | 14 | Jarno Trulli          | Renault            | M          | 73   | +56"847                            | 8        | 2     |
| 6        | 11 | Jacques Villeneuve    | BAR - Honda        | B          | 73   | +58"211                            | 7        | 1     |
| 7        | 9  | Giancarlo Fisichella  | Jordan - Honda     | B          | 72   | +1 giro                            | 9        |       |
| 8        | 15 | Jenson Button         | Renault            | M          | 72   | +1 giro                            | 14       |       |
| 9        | 7  | Nick Heidfeld         | Sauber - Petronas  | B          | 72   | +1 giro                            | 10       |       |
| 10       | 16 | Eddie Irvine          | Jaguar - Ford      | M          | 72   | +1 giro                            | 13       |       |
| 11       | 10 | Takuma Satō           | Jordan - Honda     | B          | 72   | +1 giro                            | 15       |       |
| 12       | 12 | Olivier Panis         | BAR - Honda        | B          | 72   | +1 giro                            | 12       |       |
| 13       | 8  | Heinz-Harald Frentzen | Sauber - Petronas  | B          | 71   | +2 giri                            | 11       |       |
| 14       | 24 | Mika Salo             | Toyota             | M          | 71   | +2 giri                            | 19       |       |
| 15       | 25 | Allan McNish          | Toyota             | M          | 71   | +2 giri                            | 16       |       |
| 16       | 5  | Ralf Schumacher       | Williams - BMW     | M          | 71   | +2 giri                            | 5        |       |
| Ritirato | 4  | Kimi Räikkönen        | McLaren - Mercedes | M          | 50   | Motore (6°)                        | 6        |       |
| Ritirato | 22 | Alex Yoong            | Minardi - Asiatech | M          | 46   | Motore (17°)                       | 20       |       |
| Ritirato | 23 | Mark Webber           | Minardi - Asiatech | M          | 38   | Sterzo (14°)                       | 18       |       |
| Ritirato | 17 | Pedro de la Rosa      | Jaguar - Ford      | M          | 27   | Cambio (16°)                       | 17       |       |

## Classifiche

### Piloti
| Pos. | Pilota                | Punti |
| ---- | --------------------- | ----- |
| 1    | Michael Schumacher    | 134   |
| 2    | Rubens Barrichello    | 71    |
| 3    | Juan Pablo Montoya    | 47    |
| 4    | Ralf Schumacher       | 42    |
| 5    | David Coulthard       | 41    |
| 6    | Kimi Räikkönen        | 20    |
| 7    | Jenson Button         | 13    |
| 8    | Jarno Trulli          | 9     |
| 9    | Eddie Irvine          | 8     |
| 10   | Nick Heidfeld         | 7     |
| 10   | Giancarlo Fisichella  | 7     |
| 12   | Jacques Villeneuve    | 4     |
| 12   | Felipe Massa          | 4     |
| 14   | Olivier Panis         | 3     |
| 15   | Mark Webber           | 2     |
| 15   | Mika Salo             | 2     |
| 15   | Heinz-Harald Frentzen | 2     |

### Costruttori
| Pos. | Team               | Punti |
| ---- | ------------------ | ----- |
| 1    | Ferrari            | 205   |
| 2    | Williams - BMW     | 89    |
| 3    | McLaren - Mercedes | 61    |
| 4    | Renault            | 22    |
| 5    | Sauber - Petronas  | 11    |
| 6    | Jaguar - Ford      | 8     |
| 7    | BAR - Honda        | 7     |
| 7    | Jordan - Honda     | 7     |
| 9    | Minardi - Asiatech | 2     |
| 9    | Toyota             | 2     |
| 9    | Arrows - Cosworth  | 2     |